# Université Mulungushi
L'université Mulungushi (en anglais : Mulungushi University) est une université située à Kabwe en Zambie. « Mulungushi » est le nom d'une rivière située dans la province centrale du pays.

## Source
- (en) Cet article est partiellement ou en totalité issu de l’article de Wikipédia en anglais intitulé « Mulungushi University » (voir la liste des auteurs).